# Дејвид Хјуз
Дејвид Хјуз (Лондон, 16. мај 1831 — Лондон, 22. јануар 1900) је био британски физичар, проналазач и музичар, изумитељ микрофона.

## Биографија
Рођен је у Лондону. Хјуз је проналазач пријемног телеграфског уређаја којим је први пут (1855. године) остварена могућност непосредног штампања слова на пријемној траци. Касније је сјединио пријемни и предајни телеграфски уређај у један апарат који је назван по његовом имену. Године 1878. пронашао је и микрофон. Умро је у Лондону 1900. године.